# Kubanci
Kubanci so narod, ki primarno živi na področju današnje Kube.
Sama etnična skupina je nastala z mešanjem evropskih kolonizatorjev (predvsem Špancev), (bivših) afriških sužnjev in kubanskih staroselcev.
Pomembnejše manjšine so v ZDA in v Mehiki.